# EpiPen
En EpiPen eller Epinephrine autoinjector er en pen med adrenalin, som bruges til patienter udsat for anafylaktisk shock.

## Ekstern henvisning
- EpiPen Arkiveret 24. marts 2018 hos  Wayback Machine på medicin.dk

| Lægevidenskab | Spire Denne artikel om lægevidenskab er en spire som bør udbygges. Du er velkommen til at hjælpe Wikipedia ved at udvide den. |